# Jafarisme
L'école juridique (madhhab) chiite dit Ja'fariya ou jafarite (en arabe : الجعفري, aussi appelée école des Ahl al-bayt) est la première école islamique apparue d'interprétation de fiqh du Coran d'inspiration chiite (contrairement aux quatre grandes écoles sunnites, avec lesquelles elle ne présente cependant pas de différences majeures). Elle a été fondée par Ja'far al-Sâdiq (702-765), descendant du prophète de l'islam Mahomet et sixième imam de l'islam chiite. C'est l'école de jurisprudence du chiisme duodécimain et de l'ismaélisme.
L'imam Sâdiq était réputé pour sa connaissance et sa science vaste et profonde en théologie et en hadith, au point que certains nomment la confession chiite, la confession ja'farî (persan : مذهب جعفری) (cela est appelé également le fiqh ja'fari).
Comme les autres madhhab, le jafarisme utilise le Coran et la Sunna comme base de son fiqh. S'y rajoutent le consensus des opinions (avec au moins l'avis de Mahomet ou d'un Infaillible) et le raisonnement humain, c'est-à-dire la capacité à produire des jugements à partir de raisonnements.
Elle est imposée comme religion d'État en Iran lors de la prise de pouvoir des Séfévides aux XVIe et XVIIe siècles, puis abolie sous la dynastie Pahlavi pour ensuite être rétablie par la révolution islamique de 1979. Elle compte un grand nombre d'adeptes surtout en Iran, Irak, Azerbaïdjan. On retrouve également une très grosse minorité au Liban, en Afghanistan, au Pakistan, en Inde, et en Asie du Sud-Est.
En 1959, l'université al-Azhar du Caire, le plus important centre théologique sunnite, reconnait le jafarisme comme un madhhab, une école juridique musulmane qu'il est correct, sur un plan religieux, de suivre dans le culte, au même titre que les quatre autres madhhab sunnites.